# The Girl at Home
The Girl at Home è un film muto del 1917 diretto da Marshall Neilan, conosciuto anche con i titoli The Girl from Home e The Girl Back Home. La sceneggiatura di Beulah Marie Dix si basa su un soggetto di George Middleton. Prodotto dalla Jesse L. Lasky Feature Play Company e distribuito dalla Paramount Pictures e dalla Famous Players-Lasky Corporation, il film aveva come interpreti principali Vivian Martin e Jack Pickford.

## Trama
Rimasta orfana, Jean vive con la signora Dexter e suo figlio Jimmie. La ragazza si innamora di Jimmie e, quando la signora Dexter, che vive dignitosamente ma non è ricca al contrario di Jean, perde le sue entrate, Jean la convince ad accettare il suo denaro per poter mandare il figlio all'università. Al college, il giovane conosce Diana Parish, una cantante di cabaret. Invaghitosi di lei, le firma un assegno di venticinquemila dollari ma lei vi aggiunge uno zero, credendo che Jimmie sia ricco. L'assegno viene ricusato per mancanza di denaro e Diana implora Jimmie di salvarla. Quando arrivano la signora Dexter e Jean, il giovane viene informato che ha sperperato i soldi di Jean. Furioso per essere trattato come un bambino, Jimmie promette a sé stesso di cavarsela da solo. Dopo essersi impegnato a dimostrare ciò che può fare lavorando duramente, il ragazzo torna a casa dove tutto gli viene perdonato.

## Produzione
Il film fu prodotto dalla Jesse L. Lasky Feature Play Company.

## Distribuzione
Distribuito dalla Paramount Pictures e dalla Famous Players-Lasky Corporation, il film uscì nelle sale cinematografiche statunitensi il 26 aprile 1917. Il copyright del film, richiesto dalla Jesse L. Lasky Feature Play Co., fu registrato il 27 aprile 1917 con il numero LP10718.
Copia completa della pellicola si trova conservata negli archivi della Library of Congress di Washington.